# Obruby
Obruby település Csehországban, a Mladá Boleslav-i járásban. Obruby Dolní Bousov, Kněžmost, Rohatsko, Přepeře és Obrubce településekkel határos. Lakosainak száma 247 fő (2024. január 1.).

## Népesség
A település lakosságának változását az alábbi diagram mutatja:
| Lakosok száma | 394  | 402  | 369  | 317  | 232  | 201  | 256  | 253  | 243  | 247  |
|               | 1869 | 1890 | 1921 | 1950 | 1980 | 2001 | 2017 | 2019 | 2022 | 2024 |